# Паметник на Гоце Делчев (Варна)
Паметникът на Гоце Делчев на Алеята на Възраждането във Варна е открит тържествено през 1995 година по случай 100 години от Илинденско-Преображенско-Кръстовденското въстание.
През 1995 година председателят на Македонско дружество „Гоце Делчев“ – Варна, Генади Генадиев, предлага на Управителния съвет на дружеството изграждането на паметник на Гоце Делчев в Алеята на Възраждането. Предложението е внесено в Общински съвет – Варна. Изцяло финансирана от организаторите, изработката на бюста е поверена на скулптора Павел Джеферов, а проектът е на архитект Косю Христов. На 18 ноември 1995 година в присъствието на Иван Татарчев, почетен председател на ВМРО-СМД, се провежда церемония по откриването на паметника на Гоце Делчев.